# Premio della Combattività (Vuelta a España)
Il Premio della Combattività della Vuelta a España è stato istituito a partire dall'edizione 2012, sulla falsariga di quanto già avviene al Tour de France dal 1956 e al Giro d'Italia dal 2001; viene assegnato al corridore che si impegna a conseguire risultati in tutti i momenti agonistici della corsa.
Al termine di ogni frazione della corsa viene assegnato il premio di "Combattivo di tappa", solitamente scelto da una giuria di esperti composta da ex ciclisti, giornalisti sportivi e organizzatori, mentre alla fine della competizione viene nominato il corridore "Super Combattivo". A differenza delle altre classifiche non ha una maglia di riferimento; ciò nonostante al "combattivo di tappa" viene assegnato un numero bianco su sfondo verde (a differenza del classico numero nero su sfondo bianco portato da tutti i ciclisti) da indossare nella frazione successiva a titolo di riconoscimento. Oltre ad avere un certo prestigio, la conquista del "numero verde" comporta la conquista di premi in denaro. Attualmente il plurivincitore del premio, sponsorizzato dall'azienda telefonica Vodafone, è lo spagnolo Alberto Contador, dal momento che gli è stato assegnato in tre occasioni.

## Albo d'oro
| Anno | Corridore           | Squadra                     | Punti | Altre classifiche |
| ---- | ------------------- | --------------------------- | ----- | ----------------- |
| 2012 | Alberto Contador    | Team Saxo Bank-Tinkoff Bank | -     | Generale          |
| 2013 | Javier Aramendia    | Caja Rural-Seguros RGA      | -     | -                 |
| 2014 | Chris Froome        | Team Sky                    | -     | -                 |
| 2015 | Tom Dumoulin        | Team Giant-Alpecin          | -     | -                 |
| 2016 | Alberto Contador    | Tinkoff                     | -     | -                 |
| 2017 | Alberto Contador    | Trek-Segafredo              | -     | -                 |
| 2018 | Bauke Mollema       | Trek-Segafredo              | -     | -                 |
| 2019 | Miguel Ángel López  | Astana Pro Team             | -     | -                 |
| 2020 | Rémi Cavagna        | Deceuninck                  | -     | -                 |
| 2021 | Magnus Cort Nielsen | EF Education                | -     | -                 |
| 2022 | Marc Soler          | UAE Emirates                | -     | -                 |
| 2023 | Remco Evenepoel     | Soudal Quick-Step           | -     | -                 |
| 2024 | Marc Soler          | UAE Emirates                | -     | -                 |